# Raron

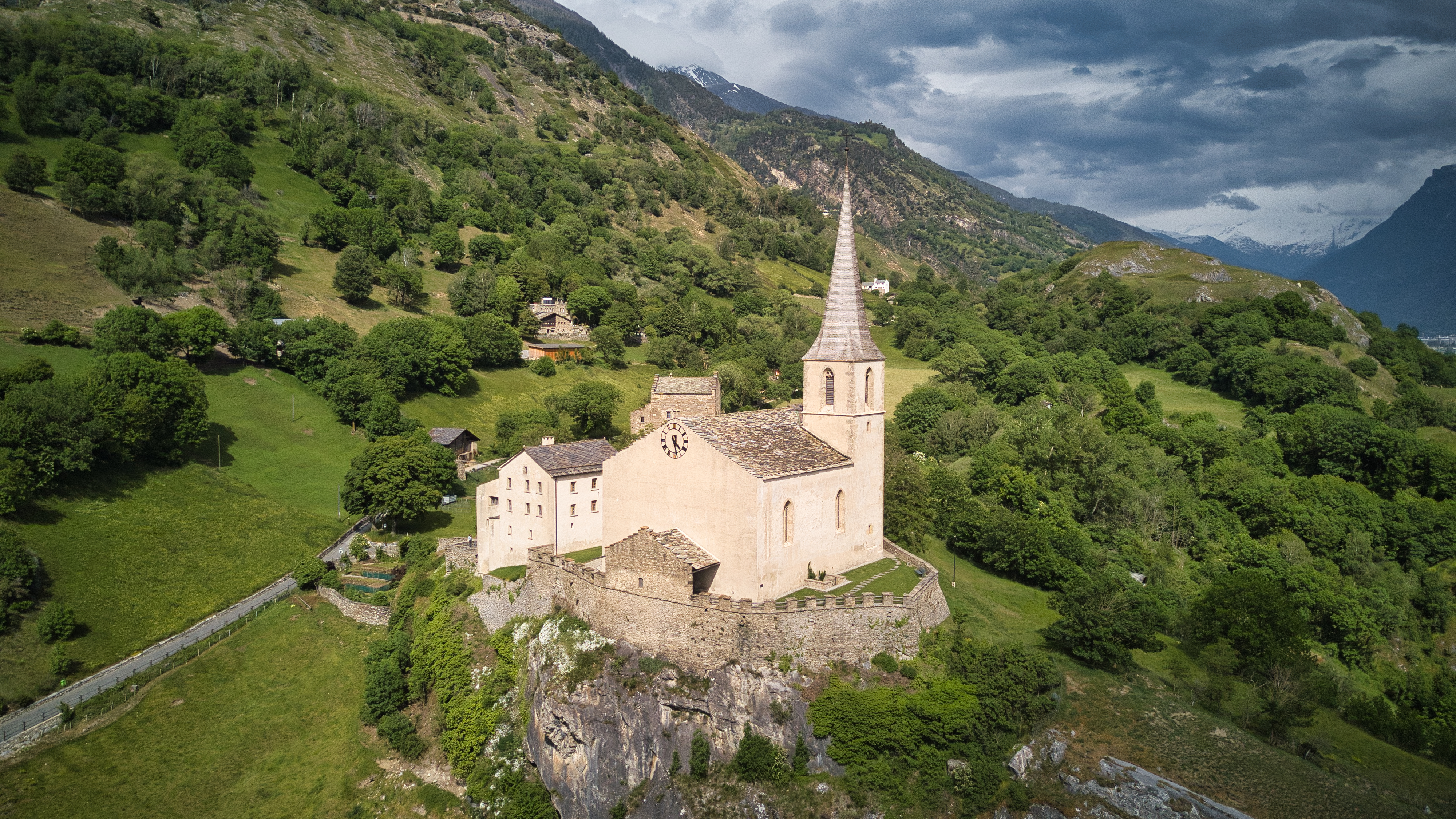
Kościół „zamkowy” św. Romana

Raron (gsw. Arráru, Raru; fr. Rarogne) – miejscowość i gmina (Politische Gemeinde) w południowej Szwajcarii, w kantonie Valais, siedziba administracyjna okręgu (Bezirk) Westlich Raron. Leży nad Rodanem.

## Demografia
W Raron mieszka 1939 osób. W 2021 roku 13,6% populacji gminy stanowiły osoby urodzone poza Szwajcarią. 

## Transport
Przez teren gminy przebiegają autostrada A9 oraz drogi główne nr 9 i nr 509. 
Znajduje się tutaj również lotnisko Raron.

## Obiekty zabytkowe
Na wzgórzu zamkowym znajduje się stary kościół „zamkowy” (niem. Burgkirche) p.w. św. Romana z początków XVI w. Samotny sterczy kościół kamienny w Raron, wykuty w skale, na górze skalistej, szeroki w barach a jak szczyt strzelisty - wspominał w wierszu pt. „Sprawozdanie z podróży” Mieczysław Jastrun.

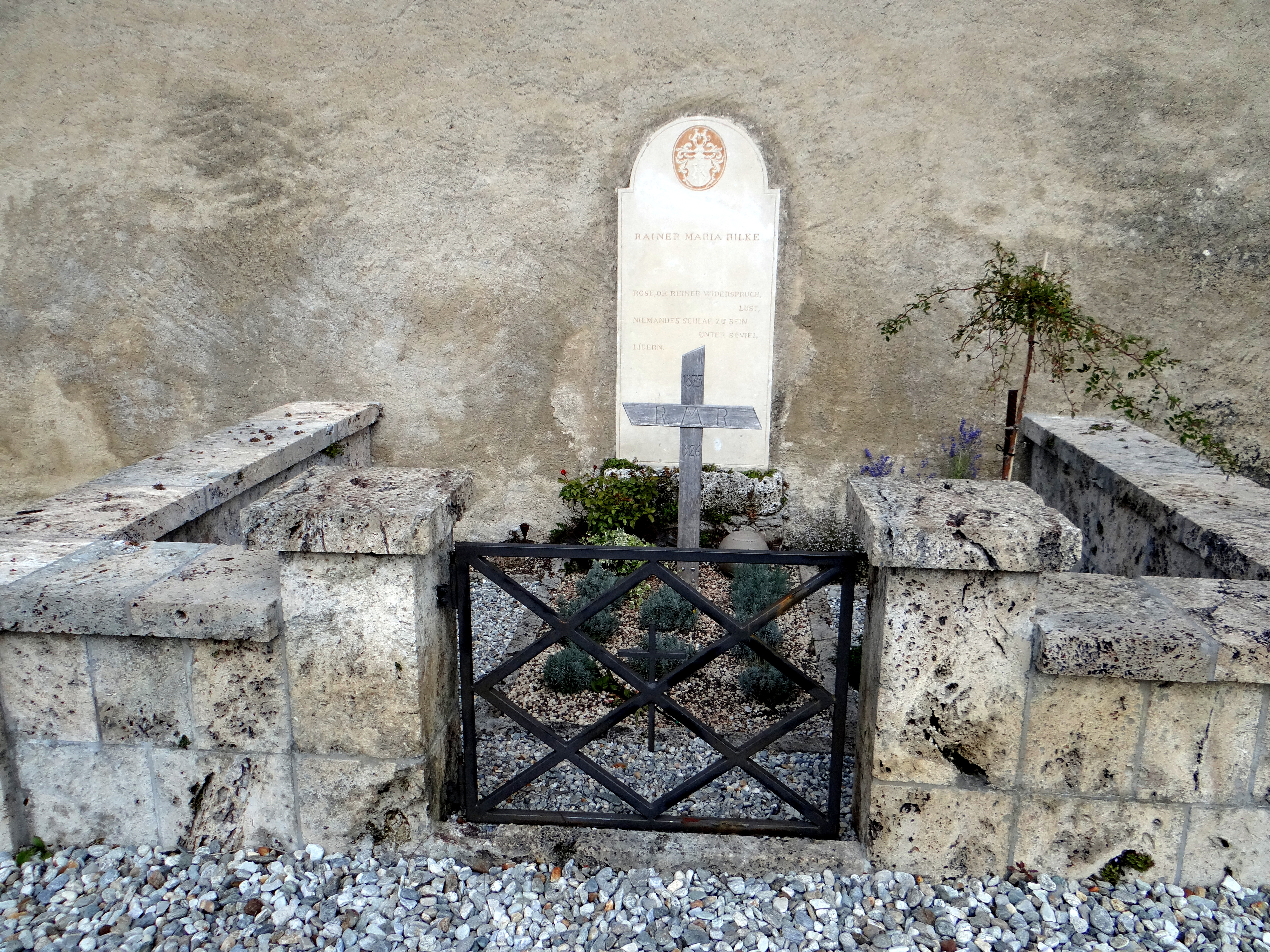
Grób Rainera Marii Rilkego

Na przykościelnym cmentarzu znajduje się grób poety Rainera Marii Rilkego.